# Turgajské moře
Turgajské moře, též Turgajský průliv nebo Západosibiřské moře bylo rozsáhlé mělké těleso mořské vody (epikontinentální moře) v období druhohor a třetihor. Rozkládalo se od současného Kaspického moře do arktických šířek od střední jury do oligocénu, tj. přibližně před 160 až 29 miliony let.
Turgajské moře nezalévalo celé toto území nepřetržitě, bylo však dlouhodobě dominantním útvarem regionu, přispívalo k fragmentaci jižní Evropy a jihozápadní Asie do množství velkých ostrovů a oddělovalo Evropu od Asie.
Rozdělení eurasijské pevniny Turgajským mořem vedlo k izolaci živočišných populací. Laické veřejnosti jsou dobře známí rohatí dinosauři infrařádu Ceratopsia (nejznámější je triceratops) z období křídy, jejichž výskyt byl omezen na Asii a západ Severní Ameriky (které byly po většinu této doby spojeny). Existence Turgajského moře také omezila rozšíření řady druhů sladkovodních ryb a obojživelníků.
Jméno Turgajského moře pochází z toponym na území Kazachstánu, kde se nachází řeka Torgaj a Turgajská plošina.